# بلاگای

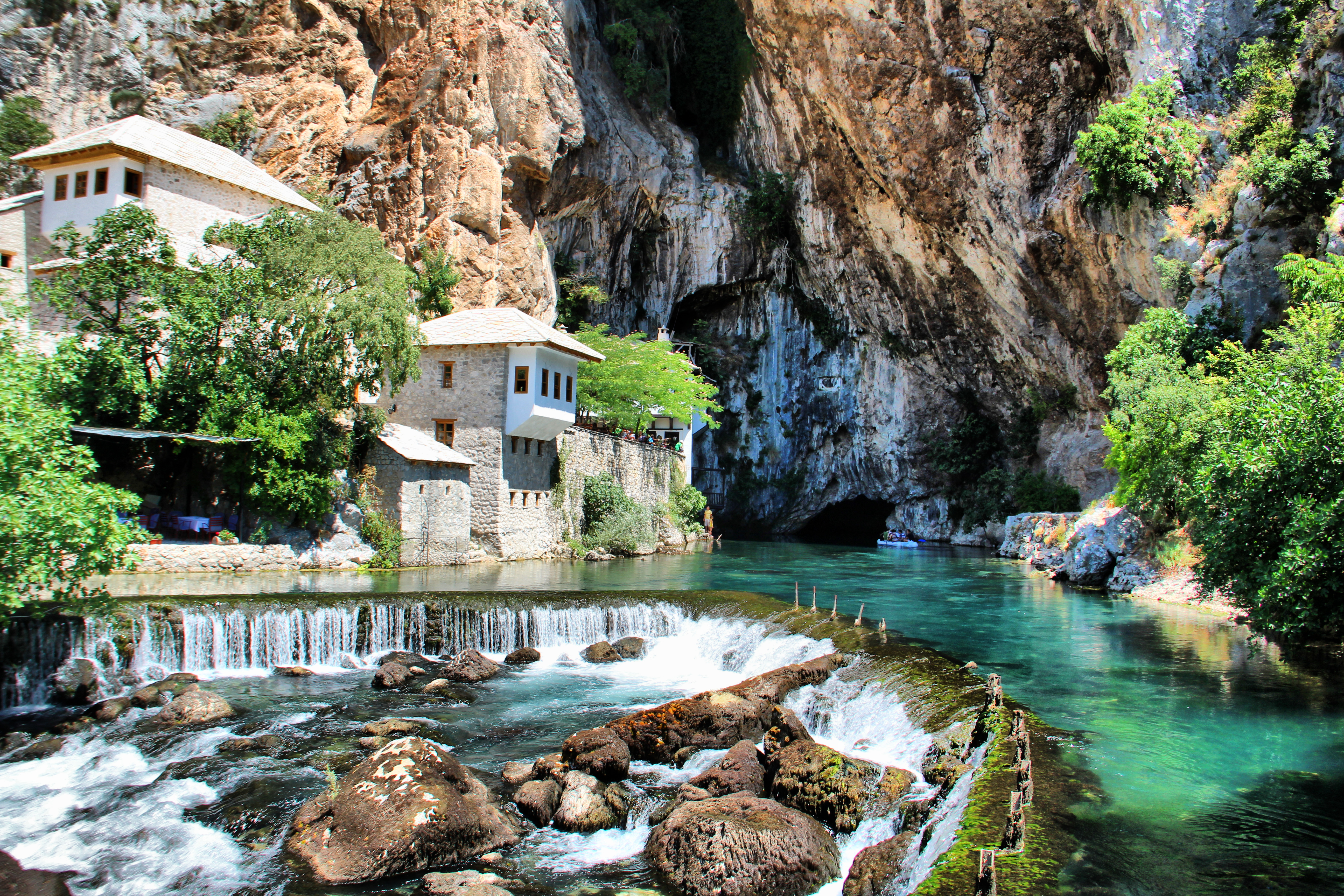
بلاگای تککه

بلاگای روستایی است در منطقه جنوب شرقی حوضه موستار، در کانزای هرزگوین-نرتوا از بوسنی و هرزگوین. این شهر در حاشیه دشت بیسه قرار دارد و یکی از با ارزش‌ترین سازه‌های مخلوط شهری و روستایی در بوسنی و هرزگوین است که از نظر سایر ساختارهای مشابه در طرح شهری آن متمایز است. این روستا در حدود سال ۱۵۲۰، با عناصر معماری عثمانی و سبک مدیترانه ای ساخته شده‌است و به عنوان یک بنای ملی در نظر گرفته شده‌است. Blagaj Tekke صومعه ای است که برای دراویش ساخته شده‌است.
ورلو بون، منبع رودخانه بونا، منطقه غنی کارستی است. رودخانه تقریباً ۹ کیلومتر (۶ مایل) به سمت غرب جریان می‌یابد و به نتروا در نزدیکی روستای بونا می‌پیوندد..

## تاریخ
در زمان سلطنت امپراتور بیزانس جوستینین، چندین شهر مستحکم در این منطقه ساخته شد.